# Palaemon paivai
Palaemon paivai is een garnalensoort uit de familie van de Palaemonidae. De wetenschappelijke naam van de soort is voor het eerst geldig gepubliceerd in 1967 door Fausto Filho.